# Шульгинська волость
Шульгинська волость — історична адміністративно-територіальна одиниця Старобільського повіту Харківської губернії із центром у слободі Шульгинка.
Станом на 1885 рік складалася з 8 поселень, 9 сільських громад. Населення — 11 109 осіб (5513 чоловічої статі та 5596 — жіночої), 1864 дворових господарства.
|                     | Площа, десятин | У тому числі орної, дес. |
| ------------------- | -------------- | ------------------------ |
| Сільських громад    | 25105          | 22184                    |
| Приватної власності | 997            | 240                      |
| Казенної власності  | 4391           | 3697                     |
| Іншої власності     | 280            | 203                      |
| Загалом             | 30773          | 26324                    |

Основні поселення волості станом на 1885:
- Шульгинка — колишня державна слобода при річці Айдар за 15 верст від повітового міста, 3948 осіб, 775 дворових господарств, 2 православні церкви, лавка, 3 ярмарки на рік.
- Байдівка — колишня державна слобода при річці Айдар, 2080 осіб, 314 дворових господарств, православна церква, щорічний ярмарок.
- Кам'яне (Кам'янка) — колишнє державне село, 691 особа, 118 дворових господарств.
- Лозове — колишнє державне село при річці Айдар, 776 осіб, 129 дворових господарств.
- Половинкина (Толоківка) — колишня державна слобода при річці Айдар, 1993 особи, 251 дворове господарство, православна церква.
- Татаринкове — колишнє державне село при річці Айдар, 761 особа, 117 дворових господарств.

Найбільші поселення волості станом на 1914 рік:
- село Шульгинське — 8169 мешканців;
- село Байдівське — 3311 мешканців;
- село Половинкине — 3373 мешканці;
- село Титарівка — 1452 мешканці;
- село Лозівська — 1317 мешканців;
- село Кам'янка — 1117 мешканців.

Старшиною волості був Олексій Арсенович Євонов, волосним писарем — Микола Костянтинович Комисовський, головою волосного суду — Трохим Іванович Лугайський.